# DVD+RW DL
Le DVD+RW DL est un format de DVD+RW utilisant deux couches (DL signifiant Double Layer). Il permet un enregistrement d'une durée deux fois plus longue que le format courant.

## Historique
Un cahier des charges pour les disques DVD-RW double couche d'une capacité de 8,5 Go (8,500,000,000 octets) a été approuvé par le DVD Forum ,  et JVC a annoncé leur développement du premier média dans le format en 2005. Un double La spécification DVD + RW en couches a été approuvée en mars 2006 avec une capacité de 8,5 Go. Cependant, le support de fabrication de ces disques double couche réinscriptibles ne s'est pas concrétisé en raison des coûts et de la concurrence attendue de formats plus récents et de plus grande capacité tels que les disques Blu-ray et HD DVD .
En mars 2006, la "DVD+RW Alliance" a approuvé la spécification du format DVD+RW DL : DVD+RW part 2: Dual Layer, volume 1; DVD+RW 8.5 Gbytes, Basic Format Specifications, version 1.0, March 2006.
Le premier DVD+RW DL est apparu en septembre 2007.